# Partido Progresista (Corea del Sur)
El Partido Progresista (en coreano hangul: 진보당, en hanja: 進步黨) fue un partido político surcoreano, de ideología socialdemócrata y socialista moderada y de corta existencia. Fue fundado en 1956, después de la guerra de Corea, y estaba liderado por Cho Bong-am; fue uno de los principales partidos políticos desde su fundación hasta su disolución en 1958.

## Historia
El partido fue capaz de crear una gran coalición con las fuerzas de izquierda del país. Cho también creó coaliciones exitosas con fuerzas de derecha opuestas a la dictadura de Syngman Rhee. El Partido Progresista abogaba por la reunificación pacífica con Corea del Norte mediante el fortalecimiento de las fuerzas democráticas del país y la consiguiente victoria en unas elecciones coreanas unificadas. Cho tomó partido por una línea tanto anticomunista como antiautoritaria, es decir opuesta a Rhee, a la vez que apoyó las políticas del bienestar social para los campesinos y las clases bajas de las ciudades.
En las elecciones presidenciales de 1956, Cho (que había participado en las elecciones presidenciales de 1952) se enfrentó de nuevo a Rhee. Terminó perdiendo de nuevo, aunque obtuvo un 30% de los votos, un resultado superior a lo esperado. Sin embargo, las pugnas internas acabaron disgregando el Partido Progresista. Tres años después de esas elecciones, en 1959 Cho fue juzgado y ejecutado por supuesta colaboración con Corea del Norte.